# Вершинне (селище)
Вершинне (до 2016 року — Радгоспне) — селище в Україні, П'ятихатській міській громаді Кам'янського району Дніпропетровської області.
Населення — 175 мешканців.

## Географія
Селище розташоване на відстані 0,5 км від села Красна Воля і за 3 км від міста П'ятихатки. По селу протікає висихний струмок з загатою. Поруч проходять автомобільна дорога Р74 і залізниця, Платформа 5 км.

## Населення

### Мова
Розподіл населення за рідною мовою за даними перепису 2001 року:
| Мова            | Кількість | Відсоток |
| --------------- | --------- | -------- |
| українська      | 163       | 93.14%   |
| російська       | 10        | 5.71%    |
| білоруська      | 1         | 0.57%    |
| інші/не вказали | 1         | 0.58%    |
| Усього          | 175       | 100%     |